# Schindelberg (Sachsenkam)
Der Schindelberg (805 m) ist ein Gipfel im Bayerischen Alpenvorland. Er befindet sich auf dem Gebiet der Gemeinde Sachsenkam.

## Topographie
Er bildet, abgesehen von einer namenlosen Erhebung mit 805 m in der Nähe, den höchsten Punkt des Zeller Waldes zwischen Dietramszell und dem Ellbach- und Kirchseemoor mit dem Kirchsee. Trotz seiner geringen absoluten Höhe hat er eine Dominanz von über 8 km zum nächstgelegenen höheren Berg, dem Platten, der bereits zu den Bayerischen Voralpen gehört.
Er ist des Weiteren die höchste Moränen-Erhebung im Voralpenland östlich der Ammer. Zudem beherbergt er viele Findlinge als Naturdenkmal.

## Galerie

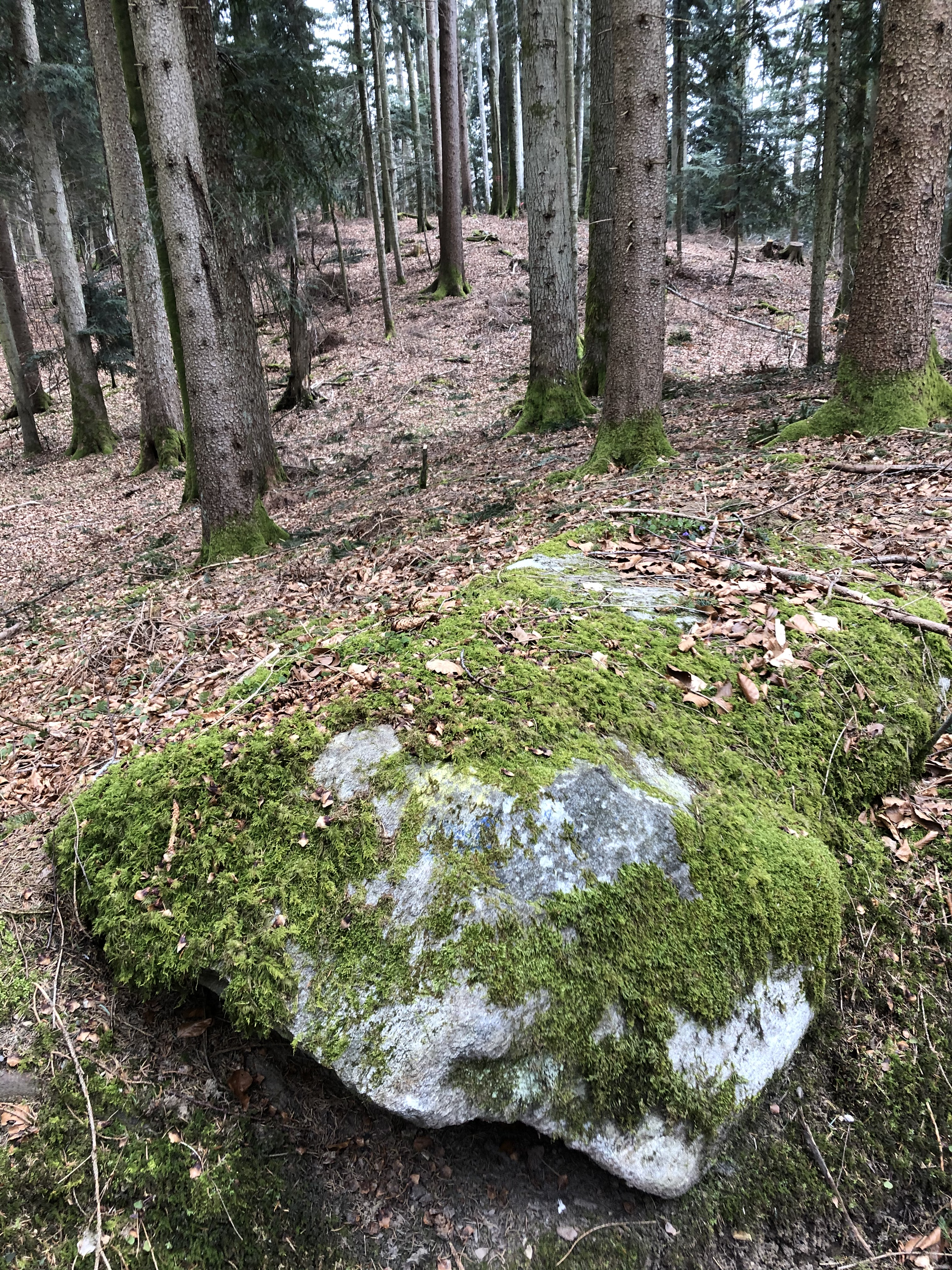
Erratische Blöcke
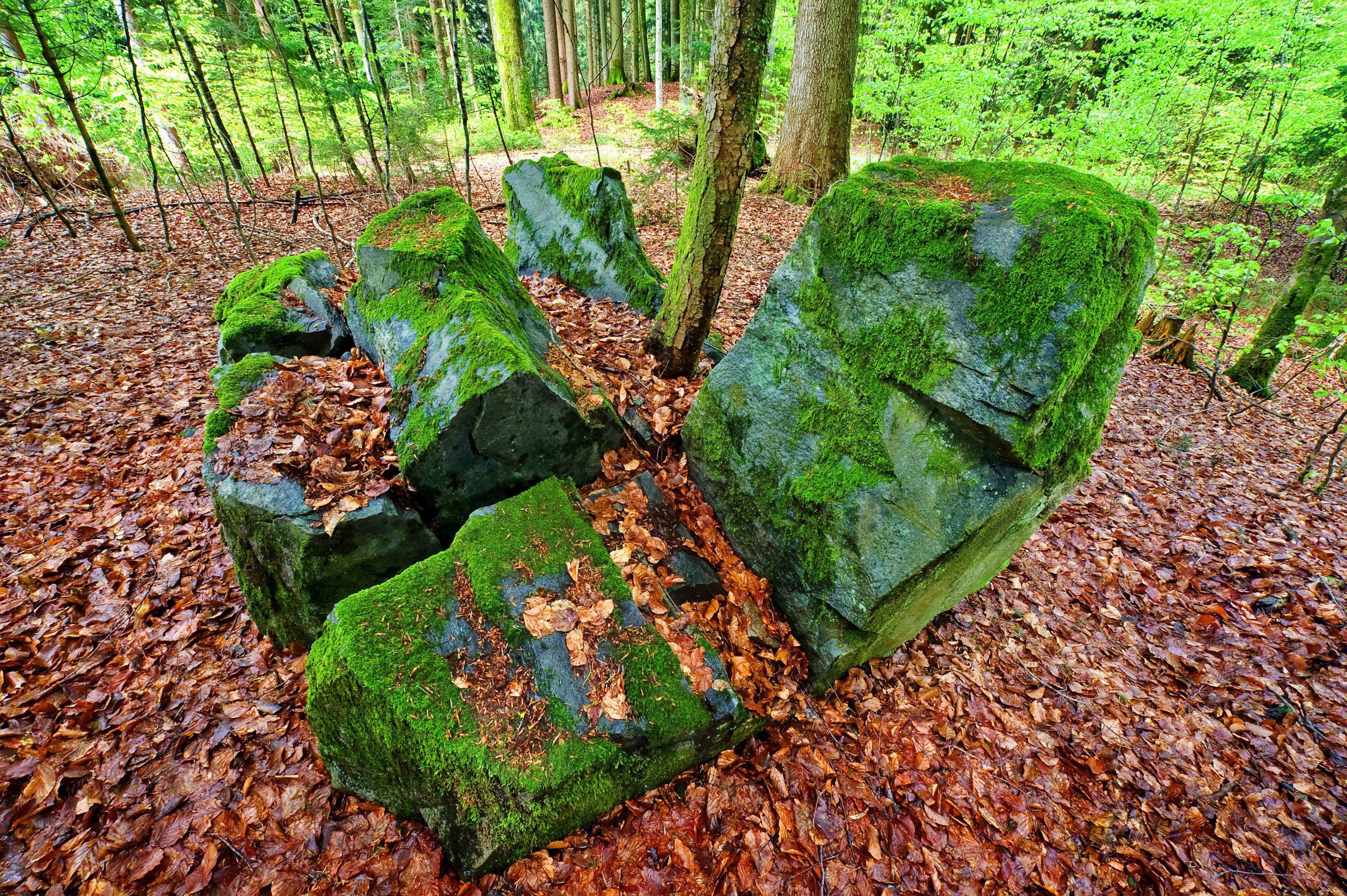
Erratische Blöcke
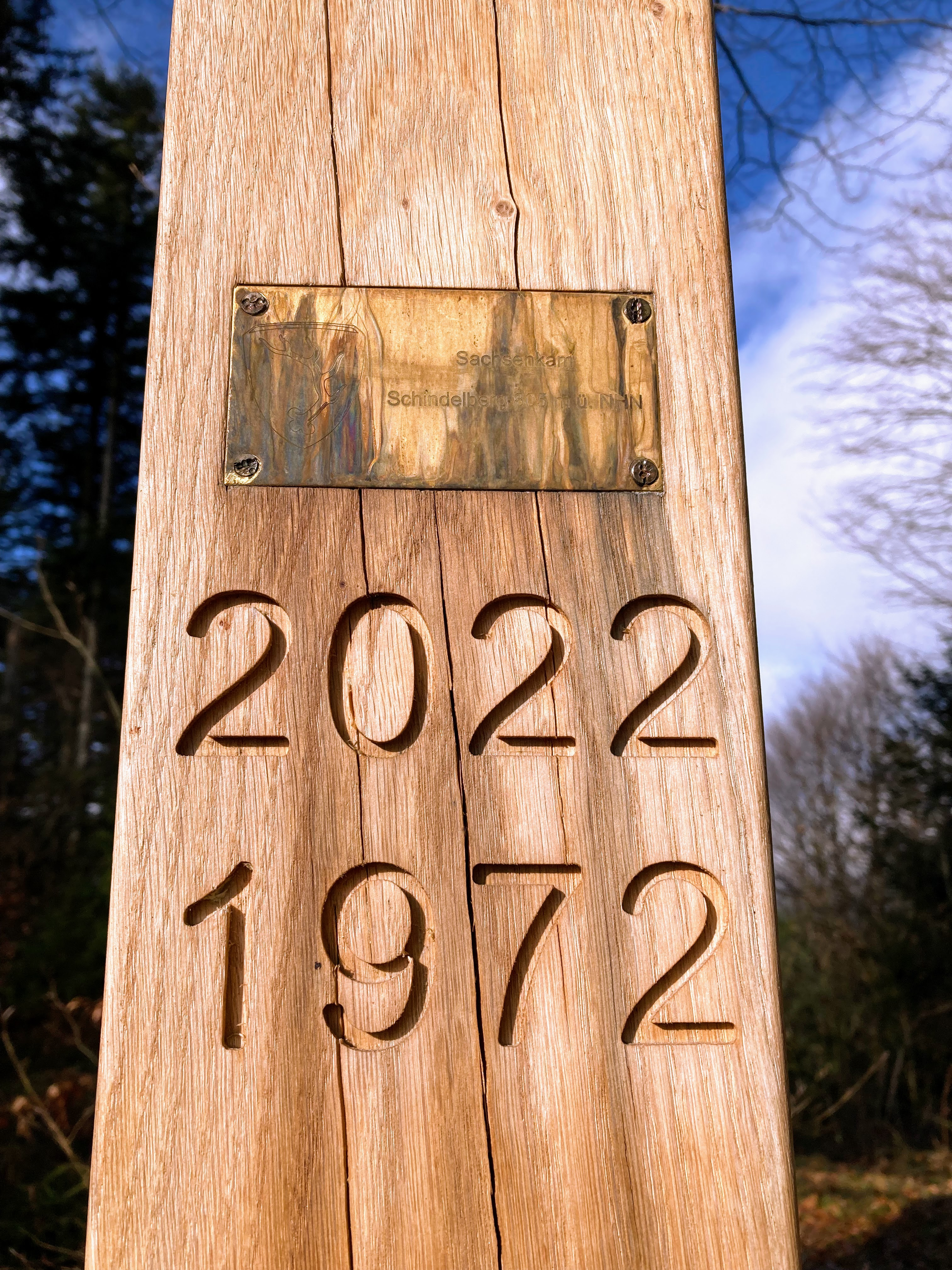
Neues Gipfelkreuz 2022